# Michael Thomas (Sprecher)
Michael Thomas (* 11. April 1942 in Braunschweig; † 27. März 1991 in Baden-Baden) war ein deutscher Schauspieler und Hörspielsprecher.
Er hat 753 Hörspiele eingesprochen. Die Zahl setzt sich zusammen aus 745 Hörspielen bei den öffentlich-rechtlichen Rundfunkanstalten (723 ARD, 7 ORF, 15 SRF) sowie acht kommerziellen Hörspielen. Er steht somit auf Platz 10 der Hörspielsprecher mit den meisten Hörspielen.

## Hörspiele (Auswahl)
- 1967: Gabriele Wohmann: Norwegian Wood (SWF)
- 1967: John Wyndham: Kolonie im Meer (WDR)
- 1968: Patrick Hampton: Die Maske des Mörders (WDR)
- 1969: Isaac Asimov: Ich, der Robot: Vernunft (WDR)
- 1969: Ioan Grigoresco: Im Ring (WDR/BR)
- 1970: Ernst Jandl, Friederike Mayröcker: Spaltungen (WDR/SWF)
- 1972: Victor Canning: Das Haus der sieben Fliegen (WDR)
- 1972: Hans Gerd Krogmann: Bergmannshörspiel (WDR)
- 1973: Günter Wallraff: Das Kraftwerk oder Was wollt ihr denn, ihr lebt ja noch (WDR/NDR/RIAS)
- 1974: Vladimir Kazakov: Dramen (SDR/WDR/BR)
- 1974: Ekkehard Sass: Von Menschen und Fischen (NDR)
- 1974: Dashiell Hammett: Das Haus in der Turk Street (WDR)
- 1975: Robert Sheckley: Unter Kontrolle oder Ein amerikanisches Märchen (SWF/hr)
- 1976: Max von der Grün: Absturzstelle (SWF)
- 1977: Heinrich Böll: Die verlorene Ehre der Katharina Blum – Regie: Ferry Bauer (ORF Oberösterreich)
- 1977: Lars Gustafsson: Wollsachen (SWF/NDR)
- 1978: Maj Sjöwall, Per Wahlöö: Die Tote im Götakanal (SWF/WDR)
- 1979: Max Frisch: Triptychon (DLF/SDR/SFB/WDR)
- 1979: Hadayatullah Hübsch: Konferenz der Vögel (SWF)
- 1981: Thomas Fjaestad: Als wenn dies Land ein fremdes wär (WDR)
- 1981: Helder Yureen: Der Zau-aun (WDR)
- 1982: Ken Whitmore: Unterm Mistelzweig (SDR)
- 1983: Witold Gombrowicz: Yvonne, die Prinzessin von Burgund (Cyrill) – Regie: Ferry Bauer (Hörspielbearbeitung – ORF Oberösterreich)
- 1983: Dieter Forte: Martin Luther und Thomas Münzer oder Die Einführung der Buchhaltung (SWF/DRS/SFB)
- 1983: John Richard Wright: Die Schuld (WDR)
- 1984: Dashiell Hammett: Das Mädchen mit den Silberaugen (WDR)
- 1984: Richard Farber: Private Trauer, öffentliches Leid (RB/WDR)
- 1985: Franz Hiesel: Dieu le veut! – Gott will es! (WDR/ORF)
- 1986: Ror Wolf: Leben und Tod des Kornettisten Bix Beiderbecke aus Nord-Amerika (SWF/hr/NDR/WDR)
- 1987: Kaye Mortley: Das Meer ist im Osten und dann ganz herum (hr/SFB)
- 1987: David Eisermann: Die Beatles der Komik (WDR)
- 1987: Uwe Nielsen: Einmal Transsylvanien und zurück (SWF)
- 1988: Lionel van der Meulen: Tonspuren – Eine Radiogeschichte (hr/RIAS)
- 1988: Fritz Mikesch: Schatten im Feuer (SFB/BR/SR)
- 1989: Ingomar von Kieseritzky: Ein idealer Urlaub (SWF)
- 1990: Fred Breinersdorfer: Geld für gute Werke (WDR)
- 1990: Thomas Kirdorf: Queensfield (hr)
- 1991: Reinhard Schneider: Unter Tage. Bergleute im Ruhrgebiet (SFB/NDR)